# Australisch tenniskampioenschap 1957
De 45e editie van het Australische grandslamtoernooi, het Australisch tenniskampioenschap 1957, werd gehouden van 18 tot en met 28 januari 1957. Voor de vrouwen was het de 31e editie. Het toernooi werd gespeeld op de grasbanen van de Kooyong Lawn Tennis Club te Melbourne.

## Belangrijkste uitslagen
Mannenenkelspel

Finale: Ashley Cooper (Australië) won van Neale Fraser (Australië) met 6-3, 9-11, 6-4, 6-2
Vrouwenenkelspel

Finale: Shirley Fry (VS) won van Althea Gibson (VS) met 6-3, 6-4
Mannendubbelspel

Finale: Neale Fraser (Australië) en Lew Hoad (Australië) wonnen van Malcolm Anderson (Australië) en Ashley Cooper (Australië) met 6-3, 8-6, 6-4
Vrouwendubbelspel

Finale: Shirley Fry (VS) en Althea Gibson (VS) wonnen van Mary Hawton (Australië) en Fay Muller (Australië) met 6-2, 6-1
Gemengd dubbelspel

Finale: Fay Muller (Australië) en Malcolm Anderson (Australië) wonnen van Jill Langley (Australië) en Billy Knight (VK) met 7-5, 3-6, 6-1
Meisjesenkelspel

Winnares: Margot Rayson (Australië)
Meisjesdubbelspel

Winnaressen: Margot Rayson (Australië) en Valerie Roberts (Australië)
Jongensenkelspel

Winnaar: Rod Laver (Australië)
Jongensdubbelspel

Winnaars: Frank Gorman (Australië) en Rod Laver (Australië)
1905 · 1906 · 1907 · 1908 · 1909 · 1910 · 1911 · 1912 · 1913 · 1914 · 1915 · 1916–1918 · 1919 · 1920 · 1921 · 1922 · 1923 · 1924 · 1925 · 1926 · 1927 · 1928 · 1929 · 1930 · 1931 · 1932 · 1933 · 1934 · 1935 · 1936 · 1937 · 1938 · 1939 · 1940 · 1941–1945 · 1946 · 1947 · 1948 · 1949 · 1950 · 1951 · 1952 · 1953 · 1954 · 1955 · 1956 · 1957 · 1958 · 1959 · 1960 · 1961 · 1962 · 1963 · 1964 · 1965 · 1966 · 1967 · 1968
↓ open tijdperk ↓
1969 (m-v-md-vd-gd) · 1970 (m-v-md-vd) · 1971 (m-v-md-vd) · 1972 (m-v-md-vd) · 1973 (m-v-md-vd) · 1974 (m-v-md-vd) · 1975 (m-v-md-vd) · 1976 (m-v-md-vd) · jan 1977 (m-v-md-vd) · dec 1977 (m-v-md-vd) · 1978 (m-v-md-vd) · 1979 (m-v-md-vd) · 1980 (m-v-md-vd) · 1981 (m-v-md-vd) · 1982 (m-v-md-vd) · 1983 (m-v-md-vd) · 1984 (m-v-md-vd) · 1985 (m-v-md-vd) · 1986 · 1987 (m-v-md-vd-gd) · 1988 (m-v-md-vd-gd) · 1989 (m-v-md-vd-gd) · 1990 (m-v-md-vd-gd) · 1991 (m-v-md-vd-gd) · 1992 (m-v-md-vd-gd) · 1993 (m-v-md-vd-gd) · 1994 (m-v-md-vd-gd) · 1995 (m-v-md-vd-gd) · 1996 (m-v-md-vd-gd) · 1997 (m-v-md-vd-gd) · 1998 (m-v-md-vd-gd) · 1999 (m-v-md-vd-gd) · 2000 (m-v-md-vd-gd) · 2001 (m-v-md-vd-gd) · 2002 (m-v-md-vd-gd) · 2003 (m-v-md-vd-gd) · 2004 (m-v-md-vd-gd) · 2005 (m-v-md-vd-gd) · 2006 (m-v-md-vd-gd) · 2007 (m-v-md-vd-gd) · 2008 (m-v-md-vd-gd) · 2009 (m-v-md-vd-gd) · 2010 (m-v-md-vd-gd) · 2011 (m-v-md-vd-gd) · 2012 (m-v-md-vd-gd) · 2013 (m-v-md-vd-gd) · 2014 (m-v-md-vd-gd) · 2015 (m-v-md-vd-gd) · 2016 (m-v-md-vd-gd) · 2017 (m-v-md-vd-gd) · 2018 (m-v-md-vd-gd) · 2019 (m-v-md-vd-gd)  · 2020 (m-v-md-vd-gd) · 2021 (m-v-md-vd-gd) · 2022 (m-v-md-vd-gd) · 2023 (m-v-md-vd-gd) · 2024 (m-v-md-vd-gd) · 2025 (m-v-md-vd-gd)
Lijst van Australian Openwinnaars